# ئی‌ام‌دی اس‌دی‌ال۳۹
ئی‌ام‌دی اس‌دی‌ال۳۹ (انگلیسی: EMD SDL39) یک لوکوموتیو دیزلی ساخت شرکت جنرال موتورز الکترو-موتیو دیویژن بوده است.
این لوکوموتیو که مابین سال‌های ۱۹۹۶ تا ۱۹۷۲ تولید می‌شده دارای ۱۲ سیلندر و ۲۳۰۰ اسب بخار اسب بخار قدرت بوده است.